# William Theodore Heard
William Theodore Heard (Edimburgo, 24 febbraio 1884 – Roma, 16 settembre 1973) è stato un cardinale britannico.

## Biografia
Nacque a Edimburgo il 24 febbraio 1884, dal reverendo Dr William Augustus Heard e da Elizabeth Tamar Burt, morta quando il figlio aveva quattro anni.
Nel 1958 fu nominato decano del Tribunale della Rota Romana.
Papa Giovanni XXIII lo elevò al rango di cardinale nel concistoro del 14 dicembre 1959.
Nel 1959 si ritirò dall'incarico per raggiunti limiti di età.
Nel 1970 optò per l'ordine dei cardinali presbiteri con il titolo di San Teodoro.
Morì il 16 settembre 1973 all'età di 89 anni.

## Genealogia episcopale e successione apostolica
La genealogia episcopale è:
- Cardinale Scipione Rebiba
- Cardinale Giulio Antonio Santori
- Cardinale Girolamo Bernerio, O.P.
- Arcivescovo Galeazzo Sanvitale
- Cardinale Ludovico Ludovisi
- Cardinale Luigi Caetani
- Cardinale Ulderico Carpegna
- Cardinale Paluzzo Paluzzi Altieri degli Albertoni
- Papa Benedetto XIII
- Papa Benedetto XIV
- Papa Clemente XIII
- Cardinale Bernardino Giraud
- Cardinale Alessandro Mattei
- Cardinale Pietro Francesco Galleffi
- Cardinale Filippo de Angelis
- Cardinale Amilcare Malagola
- Cardinale Giovanni Tacci Porcelli
- Papa Giovanni XXIII
- Cardinale William Theodore Heard

La successione apostolica è:
- Vescovo Gerard William Tickle (1963)